# Euphorbia luciismithii
Euphorbia luciismithii es una especie de fanerógama perteneciente a la familia de las euforbiáceas.  Es originaria de México (Oaxaca, Michoacán a Chiapas); Guatemala.

## Taxonomía
Euphorbia luciismithii fue descrita por  B.L.Rob. & Greenm. y publicado en Proceedings of the American Academy of Arts and Sciences 32(1): 36–37. 1897[1896].
Etimología
Euphorbia: nombre genérico que deriva del médico griego del rey Juba II de Mauritania (52 a 50 a. C. - 23), Euphorbus, en su honor – o en alusión a su gran vientre –  ya que usaba médicamente Euphorbia resinifera. En 1753 Carlos Linneo asignó el nombre a todo el género.
luciismithii: epíteto otorgado en honor del botánico  estadounidense Lucius Chambers Smith (1853 - 1896),  quien descubrió la planta en México.